# Glazbena pedagogija
Glazbena pedagogija predstavlja specijaliziranu granu pedagogije i muzikologije koja proučava načine (metodiku) i ciljeve glazbenog naučavanja djece i mladih u svrhu poboljšanja istoga. Temelj je svakog glazbenog obrazovanja i metoda poduke u glazbenim školama, preko koje se učenicima prenose znanja solfeggija, harmonije, polifonije (tzv. glazbenoteorijski predmeti), komornog i zborskog pjevanja te sviranja (muziciranja).
Među poznatijim hrvatskim glazbenim pedagozima ističu se Rudolf Matz...
Među poznatije svjetske pedagoge ubrajaju se Carl Orff (Orffov instrumentarij, Orffova metoda), Leonard Bernstein...